# 朝いちばん!
『朝いちばん!』（あさいちばん）とは、1993年10月1日から1994年3月31日まで東海テレビで放送された平日朝の情報番組である。放送時間は毎週月曜 - 金曜 6:55 - 7:15 (JST) 。別番組名は「おはよう！サンライズ・朝いちばん！」または「めざましテレビ・朝いちばん！」。

## キャスター
- 庄野俊哉（当時東海テレビアナウンサー）
- 藤井稔子（当時東海テレビアナウンサー） - 後番組の『めざましテレビ』で中京地区の初代中継リポーターとなる。

## 備考
東海テレビではこの番組、かりあげクン（7:15 - 7:25）、すくすくぽん!（7:25 - 7:30）の放送があったことから、末期の『ウゴウゴルーガ』は1993年10月4日から1994年2月17日までは月曜 - 木曜 16:30 - 17:00、同年2月21日から3月31日までは月曜 - 金曜 6:00 - 6:30の遅れネットで放送されていた。